# Raymond Herbert Stetson
Pour les articles homonymes, voir Stetson (homonymie).
Raymond Herbert Stetson est un psychologue et phonéticien américain, né le 1er mars 1872 à North Ridgeville, Ohio, États-Unis, mort le 4 décembre 1950 à Oberlin, Ohio. 

## Éléments bibliographiques
- ‘A Motor Theory of Rhythm and Discrete Succession’, Psychological Review (1905) 12: 250–70; 293–330.
- Motor Phonetics: A Study of Speech Movements in Action. 1928, Archives Néerlandaises de Phonétique Expérimentale, tome 3, 216 p, La Haye, Martinus Nijhoff.
- R. H. Stetson's Motor Phonetics. A Retrospective Edition. Kelso, J. A. Scott et Munhall, Kevin G. (dir.) Boston, Toronto, San Diego : Little, Brown & Co, 1988.

## Sur Stetson
- L. D. Hartson, Raymond Herbert Stetson: 1872-1950. The American Journal of Psychology, Vol. 64, No. 2 (Apr., 1951), pp. 287-288
- W. F. Twaddell, Stetson's Model and the 'Supra-Segmental Phonemes'.Language, Vol. 29, No. 4 (Oct. - Dec., 1953), pp. 415-453